# La Ilusión, Hidalgo
La Ilusión är en ort i Mexiko.   Den ligger i kommunen Jaltocán och delstaten Hidalgo, i den sydöstra delen av landet, 210 km norr om huvudstaden Mexico City. La Ilusión ligger 111 meter över havet och antalet invånare är 180.
Terrängen runt La Ilusión är kuperad åt sydost, men åt nordväst är den platt. La Ilusión ligger nere i en dal. Runt La Ilusión är det ganska tätbefolkat, med 248 invånare per kvadratkilometer. Närmaste större samhälle är Huejutla de Reyes, 11,7 km sydost om La Ilusión. Omgivningarna runt La Ilusión är en mosaik av jordbruksmark och naturlig växtlighet.